# Alfa Romeo B.A.T. 7
La B.A.T. 7, Berlinetta Aerodinamica Tecnica n°7, è la seconda concept car della serie B.A.T. realizzata dalla Bertone sull'autotelaio dell'Alfa Romeo 1900C presentata al salone dell'automobile di Torino nel 1954.

## La contingenza
Un anno dopo la B.A.T. 5 al Salone dell'Automobile di Torino 1954 vide la luce la B.A.T. 7.
Per questa vettura Nuccio Bertone chiese a Franco Scaglione di evolvere i concetti estetici della B.A.T. 5, sempre sull'autotelaio dell'Alfa Romeo 1900C, per ridurre ulteriormente il già basso coefficiente di resistenza aerodinamica e contemporaneamente continuare a stupire il pubblico dei saloni e l'Alfa Romeo, che quell'anno stava lavorando al lancio della gamma Giulietta e collaborando con la stessa Bertone per creare anche la carrozzeria della 2000 Sportiva con telaio tubolare.
Come la B.A.T. 5 la vettura venne disegnata da Franco Scaglione e realizzata, sempre sotto la supervisione di Nuccio Bertone, dagli stessi battilastra diretti da Ezio Cingolani, ciò rese la produzione della B.A.T. 7, e della futura B.A.T. 9, più semplice e veloce.
Il design della B.A.T. 7 è la chiara evoluzione degli stilemi del modello precedente portati al limite con l'introduzione di alcuni risultati degli studi aerodinamici fatti sulla B.A.T. 5 da cui risultarono due pinne ancor più grandi, ricurve e sottili.
La carrozzeria, che si prefigge di abbassare ulteriormente la resistenza aerodinamica ed annullare le turbolenze generate dalle ruote alle alte velocità, è rifinita in azzurro ed è ancor più ricca di curve, sempre con grandi sbalzi anteriori e posteriori, ruote carenate, abitacolo "a goccia", e soprattutto enormi pinne sui parafanghi posteriori.
Il frontale è un'evoluzione di quello presentato sulla B.A.T. 5 ma ancor più basso e affilato, caratterizzato anche qui da una presa d'aria sdoppiata tra i parafanghi allungati e da un "naso" in metallo integrato nella scocca, che colma l'assenza della tipica calandra triangolare Alfa Romeo. I fari, sempre a scomparsa, sono ora montati sul bordo superiore della presa d'aria e situati vicino alla protuberanza centrale e, quando servono, si abbassano per illuminare la strada. Il cofano ingrandito è attraversato da una striscia cromata interrotta dallo stemma Alfa Romeo.
La fiancata di forma ellittica, oltre alle pinne posteriori, presenta anche qui con le ruote anteriori e posteriori meglio raccordate con la carrozzeria, la grande apertura di sfogo dell'aria dietro il passaruota anteriore su cui è applicato lo stemma Bertone col nome del modello spostata all'indietro e una carenatura posteriore più affusolata. L'abitacolo ha una forma a goccia molto filante con finestrini laterali molto angolati rispetto al corpo-vettura e un grande parabrezza panoramico che si integra perfettamente con un padiglione quasi piatto.
La parte più sorprendente resta certamente la coda che sfoggia sempre un lunotto diviso in due parti da una sottile pinna centrale coronato da due enormi "pinne" alte e affilate, con una feritoia su ognuna, che partono dalla portiera all'altezza del montante anteriore del parabrezza sollevandosi verso la parte posteriore e incurvandosi verso la pinna dorsale. Lo specchio di coda è completato da due piccoli fanali circolari integrati nella parte bassa della carrozzeria affiancati dai terminali di scarico sdoppiati cromati posti all'interno di due aperture ricavate nell'estremità dei copriruota posteriori e dallo stemma centrale Alfa Romeo.
Anche sull'unica delle tre auto con guida a destra e portiere controvento gli interni, al contrario dell'esterno, sono piuttosto semplici due poltroncine dalla forma sportiva e pannelli delle porte rivestiti in pelle bicolore nera e bianca, rivestimenti in panno chiaro, tappetini scuri e un cruscotto con una piccola cupola su cui sono posti gli strumenti di bordo. Il volante a tre razze con corona in legno, i tre strumenti circolari, la leva del cambio a cloche e la pedaliera vengono direttamente dall'Alfa Romeo 1900C SS.
Sulla B.A.T. 7 si raggiunse il valore di Cx più basso della serie B.A.T., 0.19, proprio grazie al design estremo delle pinne che, avvolgendo la parte terminale della forma a goccia dell'abitacolo, incanalavano al meglio il flusso d'aria intorno alla vettura diminuendo la formazione di vortici controproducenti. Dato che in quel periodo la Bertone non possedeva una galleria del vento questa soluzione aerodinamica venne dettata dall'esperienza maturata sulla B.A.T. 5 con un sistema, comune all'epoca, basato sui fili di lana. Questi venivano applicati alla carrozzeria dell'auto che veniva guidata su strada a diverse velocità e fotografata da un'altra vettura affiancata per osservare i movimenti dei fili di lana al vento.

Al Salone dell'Automobile di Torino la vettura replicò il successo della progenitrice colpendo di nuovo il pubblico con la sua carrozzeria aerodinamica ancora più estrema. Probabilmente i successi della B.A.T. 7 e della 2000 Sportiva, entrambe disegnate da Franco Scaglione e realizzate dalla Bertone, spinsero i dirigenti dell'Alfa Romeo ad affidare il disegno e la successiva produzione in serie delle scocche della Giulietta Sprint proprio al carrozziere torinese.

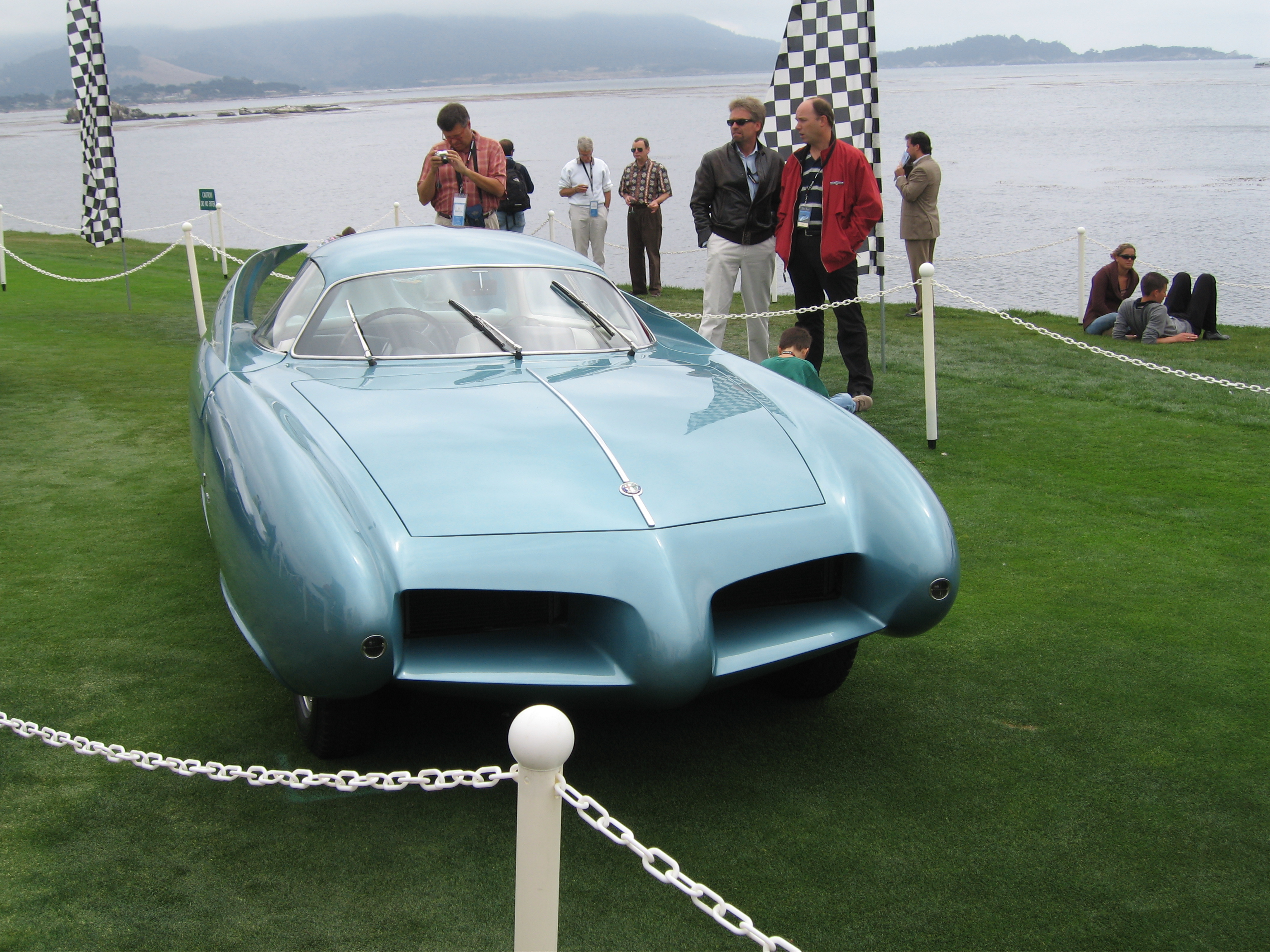
La B.A.T. 5 al Pebble Beach Concours d'Elégance

### Dopo il Salone
Dopo il Salone di Torino la B.A.T. 7 venne venduta 13 gennaio 1955 all'Alfa Romeo per 3.850.000 lire, da lì pare sia arrivata nelle mani dell'importatore e pilota americano di auto europee Stanley "Wacky" Arnolt a Palm Springs in California dove, non si sa da chi, venne riverniciata di rosso con muso giallo e partecipò a diverse gare minori senza successo.
Dopo che le furono tagliate le pinne l'auto visse un lungo periodo di abbandono passando di mano in mano finché non fu finalmente restaurata negli anni '80 per fare il suo debutto al pubblico insieme alla B.A.T. 5 e alla B.A.T. 9, 35 anni dopo il Salone di Torino, al Pebble Beach Concours d'Elégance 1989 dove per la prima volta tutte e tre le auto apparvero insieme.
Dopo essere state esposte tutte insieme al Blackhawk Museum di Danville, California, le tre concept sono state vendute tutte insieme per 14,8 milioni di dollari.